# Eparchia di Qostanaj e Rudnyj

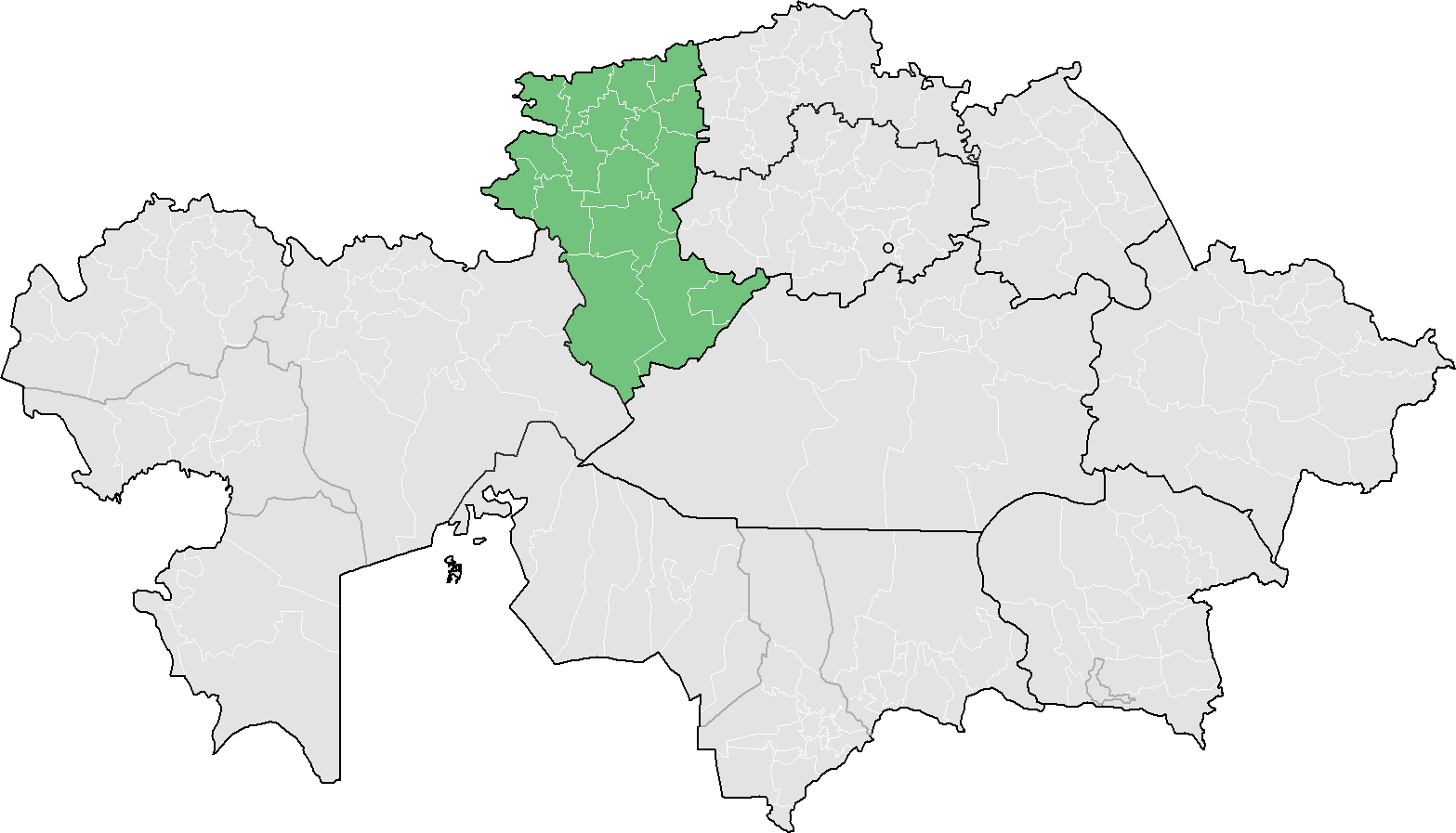
Territorio dell'eparchia

L'eparchia di Qostanaj e Rudnyj (in russo: Костанайская и Рудненская епархия) è una delle dieci eparchie ortodosse russe in Kazakistan, che costituiscono il "Distretto metropolitano della Chiesa ortodossa russa nella Repubblica del Kazakistan" (in russo Митрополичий округ Русской Православной Церкви в Республике Казахстан?). L'eparchia ha sede a Qostanay, dove si trova la cattedrale di Sant'Andrea, e si estende sul territorio della Regione di Qostanay.

## Storia
La diocesi è stata fondata il 6 ottobre 2010 per decisione del Santo Sinodo della chiesa ortodossa russa e si estendeva sul territorio della Regione di Qostanaj e del Kazakistan Settentrionale. Il 5 ottobre 2011 ha ceduto parte del suo territorio in favore dell'erezione dell'eparchia di Petropavl e Bulayevo